# Volta à Arábia Saudita de 2023
A 3.ª edição do Volta à Arábia Saudita é uma corrida de ciclismo em estrada por etapas que se celebra entre a 30 e a 3 de fevereiro de 2023 na Arábia Saudita.
A corrida faz parte do UCI Asia Tour de 2023, calendário ciclístico dos Circuitos Continentais da UCI, dentro da categoria 2.1

## Equipas participantes
Tomaram parte na corrida 16 equipas: 7 de categoria UCI WorldTeam, 6 de categoria UCI ProTeam, 2 de categoria Continental e seleção nacional da Árabia Saudita]]. Formaram assim um pelotão de 111 ciclistas. As equipas participantes foram:
| Equipes WorldTeam (7)- Astana Qazaqstan Team - Bahrain Victorious - Cofidis - Movistar Team - Team DSM - Team Jayco AlUla - UAE Team Emirates Equipes ProTeam (6)- Bingoal WB - Euskaltel-Euskadi - Human Powered Health - Q36.5 Pro Cycling Team - Team Corratec - Uno-X Pro Cycling Team Equipes Continentais (2)- Terengganu Polygon Cycling Team - JCL Team Ukyo Equipe nacional- Arábia Saudita |
| |

## Percurso
O Volta à Arábia Saudita dispôs de cinco etapas para um percurso total de 830.5 quilómetros.
| Etapa | Data    | Percurso             | type            | Distância (km) | Vencedor          | Líder geral       |
| ----- | ------- | -------------------- | --------------- | -------------- | ----------------- | ----------------- |
| 1     | 30 jan. | Al-Ula – Khaybar     | etapa plana     | 180,5          | Dylan Groenewegen | Dylan Groenewegen |
| 2     | 31 jan. | Winter Park          | etapa plana     | 184            | Jonathan Milan    | Dylan Groenewegen |
| 3     | 1 fev.  | – Abu Rawka          | etapa plana     | 159,2          | Søren Wærenskjold | Jonathan Milan    |
| 4     | 2 fev.  | Alula – Harrat Rahat | etapa escarpada | 163,4          | Ruben Guerreiro   | Ruben Guerreiro   |
| 5     | 3 fev.  | Alula – Alula        | etapa plana     | 142,9          | Simone Consonni   | Ruben Guerreiro   |

## Desenvolvimento da corrida

### 1.ª etapa
| Al-Ula - Khaybar | etapa plana | (180,5 km) |

| \| Classificação por etapas \| Classificação por etapas \| Classificação por etapas \| Classificação por etapas \| Classificação por etapas \| \| Ciclista \| Ciclista \| Equipe \| Tempo \| \| \| ------------------------ \| ------------------------ \| ------------------------ \| ------------------------ \| ------------------------ \| \| 1. \| Dylan Groenewegen \| Team Jayco AlUla \| 4h08m09s \| \| \| 2. \| Dušan Rajović \| Bahrain Victorious \| + 0s \| \| \| 3. \| Max Walscheid \| Cofidis \| + 0s \| \| \| 4. \| Søren Wærenskjold \| Uno-X Pro Cycling Team \| + 0s \| \| \| 5. \| Max Kanter \| Movistar Team \| + 0s \| \| \| 6. \| Ivo Oliveira \| UAE Team Emirates \| + 0s \| \| \| 7. \| Cees Bol \| Astana Qazaqstan Team \| + 0s \| \| \| 8. \| Stian Fredheim \| Uno-X Pro Cycling Team \| + 0s \| \| \| 9. \| Marco Tizza \| Bingoal WB \| + 0s \| \| \| 10. \| Luka Mezgec \| Team Jayco AlUla \| + 0s \| \| |                   |                        |          |
| |                   |                        |          |
| |                   |                        |          |
| Classificação por etapas |                   |                        |          |
| Ciclista | Ciclista          | Equipe                 | Tempo    |
| 1. | Dylan Groenewegen | Team Jayco AlUla       | 4h08m09s |
| 2. | Dušan Rajović     | Bahrain Victorious     | + 0s     |
| 3. | Max Walscheid     | Cofidis                | + 0s     |
| 4. | Søren Wærenskjold | Uno-X Pro Cycling Team | + 0s     |
| 5. | Max Kanter        | Movistar Team          | + 0s     |
| 6. | Ivo Oliveira      | UAE Team Emirates      | + 0s     |
| 7. | Cees Bol          | Astana Qazaqstan Team  | + 0s     |
| 8. | Stian Fredheim    | Uno-X Pro Cycling Team | + 0s     |
| 9. | Marco Tizza       | Bingoal WB             | + 0s     |
| 10. | Luka Mezgec       | Team Jayco AlUla       | + 0s     |

| \| Classificação geral \| Classificação geral \| Classificação geral \| Classificação geral \| Classificação geral \| \| Ciclista \| Ciclista \| Equipe \| Tempo \| \| \| ------------------- \| ------------------- \| ---------------------- \| ------------------- \| ------------------- \| \| 1. \| Dylan Groenewegen \| Team Jayco AlUla \| 4h07m59s \| \| \| 2. \| Dušan Rajović \| Bahrain Victorious \| + 4s \| \| \| 3. \| Max Walscheid \| Cofidis \| + 6s \| \| \| 4. \| Marcus Hansen \| Uno-X Pro Cycling Team \| + 7s \| \| \| 5. \| Søren Wærenskjold \| Uno-X Pro Cycling Team \| + 10s \| \| \| 6. \| Max Kanter \| Movistar Team \| + 10s \| \| \| 7. \| Ivo Oliveira \| UAE Team Emirates \| + 10s \| \| \| 8. \| Cees Bol \| Astana Qazaqstan Team \| + 10s \| \| \| 9. \| Stian Fredheim \| Uno-X Pro Cycling Team \| + 10s \| \| \| 10. \| Marco Tizza \| Bingoal WB \| + 10s \| \| |                   |                        |          |
| |                   |                        |          |
| |                   |                        |          |
| Classificação geral |                   |                        |          |
| Ciclista | Ciclista          | Equipe                 | Tempo    |
| 1. | Dylan Groenewegen | Team Jayco AlUla       | 4h07m59s |
| 2. | Dušan Rajović     | Bahrain Victorious     | + 4s     |
| 3. | Max Walscheid     | Cofidis                | + 6s     |
| 4. | Marcus Hansen     | Uno-X Pro Cycling Team | + 7s     |
| 5. | Søren Wærenskjold | Uno-X Pro Cycling Team | + 10s    |
| 6. | Max Kanter        | Movistar Team          | + 10s    |
| 7. | Ivo Oliveira      | UAE Team Emirates      | + 10s    |
| 8. | Cees Bol          | Astana Qazaqstan Team  | + 10s    |
| 9. | Stian Fredheim    | Uno-X Pro Cycling Team | + 10s    |
| 10. | Marco Tizza       | Bingoal WB             | + 10s    |

### 2.ª etapa
| Winter Park - | etapa plana | (184 km) |

| \| Classificação por etapas \| Classificação por etapas \| Classificação por etapas \| Classificação por etapas \| Classificação por etapas \| \| Ciclista \| Ciclista \| Equipe \| Tempo \| \| \| ------------------------ \| ------------------------ \| ------------------------ \| ------------------------ \| ------------------------ \| \| 1. \| Jonathan Milan \| Bahrain Victorious \| 4h53m35s \| \| \| 2. \| Dylan Groenewegen \| Team Jayco AlUla \| + 0s \| \| \| 3. \| Cees Bol \| Astana Qazaqstan Team \| + 0s \| \| \| 4. \| Erlend Blikra \| Uno-X Pro Cycling Team \| + 0s \| \| \| 5. \| Max Kanter \| Movistar Team \| + 0s \| \| \| 6. \| Max Kanter \| Movistar Team \| + 0s \| \| \| 7. \| Ryan Gibbons \| UAE Team Emirates \| + 0s \| \| \| 8. \| Luka Mezgec \| Team Jayco AlUla \| + 0s \| \| \| 9. \| Simone Consonni \| Cofidis \| + 0s \| \| \| 10. \| Szymon Sajnok \| Q36.5 Pro Cycling Team \| + 0s \| \| |                   |                        |          |
| |                   |                        |          |
| |                   |                        |          |
| Classificação por etapas |                   |                        |          |
| Ciclista | Ciclista          | Equipe                 | Tempo    |
| 1. | Jonathan Milan    | Bahrain Victorious     | 4h53m35s |
| 2. | Dylan Groenewegen | Team Jayco AlUla       | + 0s     |
| 3. | Cees Bol          | Astana Qazaqstan Team  | + 0s     |
| 4. | Erlend Blikra     | Uno-X Pro Cycling Team | + 0s     |
| 5. | Max Kanter        | Movistar Team          | + 0s     |
| 6. | Max Kanter        | Movistar Team          | + 0s     |
| 7. | Ryan Gibbons      | UAE Team Emirates      | + 0s     |
| 8. | Luka Mezgec       | Team Jayco AlUla       | + 0s     |
| 9. | Simone Consonni   | Cofidis                | + 0s     |
| 10. | Szymon Sajnok     | Q36.5 Pro Cycling Team | + 0s     |

| \| Classificação geral \| Classificação geral \| Classificação geral \| Classificação geral \| Classificação geral \| \| Ciclista \| Ciclista \| Equipe \| Tempo \| \| \| ------------------- \| ------------------- \| ---------------------- \| ------------------- \| ------------------- \| \| 1. \| Dylan Groenewegen \| Team Jayco AlUla \| 9h01m28s \| \| \| 2. \| Jonathan Milan \| Bahrain Victorious \| + 6s \| \| \| 3. \| Max Walscheid \| Cofidis \| + 12s \| \| \| 4. \| Cees Bol \| Astana Qazaqstan Team \| + 12s \| \| \| 5. \| Max Kanter \| Movistar Team \| + 16s \| \| \| 6. \| Ryan Gibbons \| UAE Team Emirates \| + 16s \| \| \| 7. \| Erlend Blikra \| Uno-X Pro Cycling Team \| + 16s \| \| \| 8. \| Luka Mezgec \| Team Jayco AlUla \| + 19s \| \| \| 9. \| Pier-André Coté \| Human Powered Health \| + 19s \| \| \| 10. \| Simone Consonni \| Cofidis \| + 19s \| \| |                   |                        |          |
| |                   |                        |          |
| |                   |                        |          |
| Classificação geral |                   |                        |          |
| Ciclista | Ciclista          | Equipe                 | Tempo    |
| 1. | Dylan Groenewegen | Team Jayco AlUla       | 9h01m28s |
| 2. | Jonathan Milan    | Bahrain Victorious     | + 6s     |
| 3. | Max Walscheid     | Cofidis                | + 12s    |
| 4. | Cees Bol          | Astana Qazaqstan Team  | + 12s    |
| 5. | Max Kanter        | Movistar Team          | + 16s    |
| 6. | Ryan Gibbons      | UAE Team Emirates      | + 16s    |
| 7. | Erlend Blikra     | Uno-X Pro Cycling Team | + 16s    |
| 8. | Luka Mezgec       | Team Jayco AlUla       | + 19s    |
| 9. | Pier-André Coté   | Human Powered Health   | + 19s    |
| 10. | Simone Consonni   | Cofidis                | + 19s    |

### 3.ª etapa
| - Abu Rawka | etapa plana | (159,2 km) |

| \| Classificação por etapas \| Classificação por etapas \| Classificação por etapas \| Classificação por etapas \| Classificação por etapas \| \| Ciclista \| Ciclista \| Equipe \| Tempo \| \| \| ------------------------ \| ------------------------ \| ------------------------ \| ------------------------ \| ------------------------ \| \| 1. \| Søren Wærenskjold \| Uno-X Pro Cycling Team \| 4h23m18s \| \| \| 2. \| Jonathan Milan \| Bahrain Victorious \| + 0s \| \| \| 3. \| Cees Bol \| Astana Qazaqstan Team \| + 0s \| \| \| 4. \| Simone Consonni \| Cofidis \| + 0s \| \| \| 5. \| Ruben Guerreiro \| Movistar Team \| + 0s \| \| \| 6. \| Felix Großschartner \| UAE Team Emirates \| + 0s \| \| \| 7. \| Davide Formolo \| UAE Team Emirates \| + 0s \| \| \| 8. \| Alessandro Fedeli \| Q36.5 Pro Cycling Team \| + 0s \| \| \| 9. \| Max Kanter \| Movistar Team \| + 0s \| \| \| 10. \| Pier-André Coté \| Human Powered Health \| + 0s \| \| |                     |                        |          |
| |                     |                        |          |
| |                     |                        |          |
| Classificação por etapas |                     |                        |          |
| Ciclista | Ciclista            | Equipe                 | Tempo    |
| 1. | Søren Wærenskjold   | Uno-X Pro Cycling Team | 4h23m18s |
| 2. | Jonathan Milan      | Bahrain Victorious     | + 0s     |
| 3. | Cees Bol            | Astana Qazaqstan Team  | + 0s     |
| 4. | Simone Consonni     | Cofidis                | + 0s     |
| 5. | Ruben Guerreiro     | Movistar Team          | + 0s     |
| 6. | Felix Großschartner | UAE Team Emirates      | + 0s     |
| 7. | Davide Formolo      | UAE Team Emirates      | + 0s     |
| 8. | Alessandro Fedeli   | Q36.5 Pro Cycling Team | + 0s     |
| 9. | Max Kanter          | Movistar Team          | + 0s     |
| 10. | Pier-André Coté     | Human Powered Health   | + 0s     |

| \| Classificação geral \| Classificação geral \| Classificação geral \| Classificação geral \| Classificação geral \| \| Ciclista \| Ciclista \| Equipe \| Tempo \| \| \| ------------------- \| ------------------------ \| --------------------- \| ------------------- \| ------------------- \| \| 1. \| Jonathan Milan \| Bahrain Victorious \| 13h24m46s \| \| \| 2. \| Cees Bol \| Astana Qazaqstan Team \| + 8s \| \| \| 3. \| Max Kanter \| Movistar Team \| + 16s \| \| \| 4. \| Ruben Guerreiro \| Movistar Team \| + 17s \| \| \| 5. \| Felix Großschartner \| UAE Team Emirates \| + 18s \| \| \| 6. \| Simone Consonni \| Cofidis \| + 19s \| \| \| 7. \| Luka Mezgec \| Team Jayco AlUla \| + 19s \| \| \| 8. \| Pier-André Coté \| Human Powered Health \| + 19s \| \| \| 9. \| Andoni López de Abetxuko \| Euskaltel-Euskadi \| + 19s \| \| \| 10. \| Marco Tizza \| Bingoal WB \| + 19s \| \| |                          |                       |           |
| |                          |                       |           |
| |                          |                       |           |
| Classificação geral |                          |                       |           |
| Ciclista | Ciclista                 | Equipe                | Tempo     |
| 1. | Jonathan Milan           | Bahrain Victorious    | 13h24m46s |
| 2. | Cees Bol                 | Astana Qazaqstan Team | + 8s      |
| 3. | Max Kanter               | Movistar Team         | + 16s     |
| 4. | Ruben Guerreiro          | Movistar Team         | + 17s     |
| 5. | Felix Großschartner      | UAE Team Emirates     | + 18s     |
| 6. | Simone Consonni          | Cofidis               | + 19s     |
| 7. | Luka Mezgec              | Team Jayco AlUla      | + 19s     |
| 8. | Pier-André Coté          | Human Powered Health  | + 19s     |
| 9. | Andoni López de Abetxuko | Euskaltel-Euskadi     | + 19s     |
| 10. | Marco Tizza              | Bingoal WB            | + 19s     |

### 4.ª etapa
| Alula - Harrat Rahat | etapa escarpada | (163,4 km) |

| \| Classificação por etapas \| Classificação por etapas \| Classificação por etapas \| Classificação por etapas \| Classificação por etapas \| \| Ciclista \| Ciclista \| Equipe \| Tempo \| \| \| ------------------------ \| ------------------------ \| ------------------------ \| ------------------------ \| ------------------------ \| \| 1. \| Ruben Guerreiro \| Movistar Team \| 3h45m01s \| \| \| 2. \| Davide Formolo \| UAE Team Emirates \| + 0s \| \| \| 3. \| Santiago Buitrago \| Bahrain Victorious \| + 0s \| \| \| 4. \| Felix Großschartner \| UAE Team Emirates \| + 4s \| \| \| 5. \| William Barta \| Movistar Team \| + 22s \| \| \| 6. \| Gregor Mühlberger \| Movistar Team \| + 23s \| \| \| 7. \| Axel Mariault \| Cofidis \| + 23s \| \| \| 8. \| Xabier Azparren \| Euskaltel-Euskadi \| + 23s \| \| \| 9. \| Luka Mezgec \| Team Jayco AlUla \| + 28s \| \| \| 10. \| Simone Consonni \| Cofidis \| + 28s \| \| |                     |                    |          |
| |                     |                    |          |
| |                     |                    |          |
| Classificação por etapas |                     |                    |          |
| Ciclista | Ciclista            | Equipe             | Tempo    |
| 1. | Ruben Guerreiro     | Movistar Team      | 3h45m01s |
| 2. | Davide Formolo      | UAE Team Emirates  | + 0s     |
| 3. | Santiago Buitrago   | Bahrain Victorious | + 0s     |
| 4. | Felix Großschartner | UAE Team Emirates  | + 4s     |
| 5. | William Barta       | Movistar Team      | + 22s    |
| 6. | Gregor Mühlberger   | Movistar Team      | + 23s    |
| 7. | Axel Mariault       | Cofidis            | + 23s    |
| 8. | Xabier Azparren     | Euskaltel-Euskadi  | + 23s    |
| 9. | Luka Mezgec         | Team Jayco AlUla   | + 28s    |
| 10. | Simone Consonni     | Cofidis            | + 28s    |

| \| Classificação geral \| Classificação geral \| Classificação geral \| Classificação geral \| Classificação geral \| \| Ciclista \| Ciclista \| Equipe \| Tempo \| \| \| ------------------- \| ------------------- \| --------------------- \| ------------------- \| ------------------- \| \| 1. \| Ruben Guerreiro \| Movistar Team \| 17h09m51s \| \| \| 2. \| Davide Formolo \| UAE Team Emirates \| + 8s \| \| \| 3. \| Santiago Buitrago \| Bahrain Victorious \| + 9s \| \| \| 4. \| Felix Großschartner \| UAE Team Emirates \| + 18s \| \| \| 5. \| Jonathan Milan \| Bahrain Victorious \| + 24s \| \| \| 6. \| Cees Bol \| Astana Qazaqstan Team \| + 32s \| \| \| 7. \| William Barta \| Movistar Team \| + 37s \| \| \| 8. \| Xabier Azparren \| Euskaltel-Euskadi \| + 38s \| \| \| 9. \| Simone Consonni \| Cofidis \| + 43s \| \| \| 10. \| Luka Mezgec \| Team Jayco AlUla \| + 43s \| \| |                     |                       |           |
| |                     |                       |           |
| |                     |                       |           |
| Classificação geral |                     |                       |           |
| Ciclista | Ciclista            | Equipe                | Tempo     |
| 1. | Ruben Guerreiro     | Movistar Team         | 17h09m51s |
| 2. | Davide Formolo      | UAE Team Emirates     | + 8s      |
| 3. | Santiago Buitrago   | Bahrain Victorious    | + 9s      |
| 4. | Felix Großschartner | UAE Team Emirates     | + 18s     |
| 5. | Jonathan Milan      | Bahrain Victorious    | + 24s     |
| 6. | Cees Bol            | Astana Qazaqstan Team | + 32s     |
| 7. | William Barta       | Movistar Team         | + 37s     |
| 8. | Xabier Azparren     | Euskaltel-Euskadi     | + 38s     |
| 9. | Simone Consonni     | Cofidis               | + 43s     |
| 10. | Luka Mezgec         | Team Jayco AlUla      | + 43s     |

### 5.ª etapa
| Alula - Alula | etapa plana | (142,9 km) |

| \| Classificação por etapas \| Classificação por etapas \| Classificação por etapas \| Classificação por etapas \| Classificação por etapas \| \| Ciclista \| Ciclista \| Equipe \| Tempo \| \| \| ------------------------ \| ------------------------ \| ------------------------ \| ------------------------ \| ------------------------ \| \| 1. \| Simone Consonni \| Cofidis \| 4h00m13s \| \| \| 2. \| Matteo Malucelli \| Bingoal WB \| + 0s \| \| \| 3. \| Pascal Ackermann \| UAE Team Emirates \| + 0s \| \| \| 4. \| Dylan Groenewegen \| Team Jayco AlUla \| + 0s \| \| \| 5. \| Max Kanter \| Movistar Team \| + 0s \| \| \| 6. \| Cees Bol \| Astana Qazaqstan Team \| + 0s \| \| \| 7. \| Juan José Lobato \| Euskaltel-Euskadi \| + 0s \| \| \| 8. \| Marco Tizza \| Bingoal WB \| + 0s \| \| \| 9. \| Szymon Sajnok \| Q36.5 Pro Cycling Team \| + 0s \| \| \| 10. \| Jonathan Milan \| Bahrain Victorious \| + 0s \| \| |                   |                        |          |
| |                   |                        |          |
| |                   |                        |          |
| Classificação por etapas |                   |                        |          |
| Ciclista | Ciclista          | Equipe                 | Tempo    |
| 1. | Simone Consonni   | Cofidis                | 4h00m13s |
| 2. | Matteo Malucelli  | Bingoal WB             | + 0s     |
| 3. | Pascal Ackermann  | UAE Team Emirates      | + 0s     |
| 4. | Dylan Groenewegen | Team Jayco AlUla       | + 0s     |
| 5. | Max Kanter        | Movistar Team          | + 0s     |
| 6. | Cees Bol          | Astana Qazaqstan Team  | + 0s     |
| 7. | Juan José Lobato  | Euskaltel-Euskadi      | + 0s     |
| 8. | Marco Tizza       | Bingoal WB             | + 0s     |
| 9. | Szymon Sajnok     | Q36.5 Pro Cycling Team | + 0s     |
| 10. | Jonathan Milan    | Bahrain Victorious     | + 0s     |

| \| Classificação geral \| Classificação geral \| Classificação geral \| Classificação geral \| Classificação geral \| \| Ciclista \| Ciclista \| Equipe \| Tempo \| \| \| ------------------- \| ------------------- \| ------------------- \| ------------------- \| ------------------- \| |          |        |       |
| |          |        |       |
| |          |        |       |
| Classificação geral |          |        |       |
| Ciclista | Ciclista | Equipe | Tempo |

## Classificações finais
- As classificações finalizaram da seguinte forma:[2]

### Classificação geral
| \| Classificação geral \| Classificação geral \| Classificação geral \| Classificação geral \| Classificação geral \| \| Ciclista \| Ciclista \| Equipe \| Tempo \| \| \| ------------------- \| ------------------- \| --------------------- \| ------------------- \| ------------------- \| \| 1. \| Ruben Guerreiro \| Movistar Team \| 20h20m04s \| \| \| 2. \| Davide Formolo \| UAE Team Emirates \| + 8s \| \| \| 3. \| Santiago Buitrago \| Bahrain Victorious \| + 9s \| \| \| 4. \| Felix Großschartner \| UAE Team Emirates \| + 18s \| \| \| 5. \| Jonathan Milan \| Bahrain Victorious \| + 24s \| \| \| 6. \| Cees Bol \| Astana Qazaqstan Team \| + 32s \| \| \| 7. \| Simone Consonni \| Cofidis \| + 33s \| \| \| 8. \| William Barta \| Movistar Team \| + 37s \| \| \| 9. \| Xabier Azparren \| Euskaltel-Euskadi \| + 38s \| \| \| 10. \| Marco Tizza \| Bingoal WB \| + 43s \| \| |                     |                       |           |
| |                     |                       |           |
| Fonte: ProCyclingStats |                     |                       |           |
| Classificação geral |                     |                       |           |
| Ciclista | Ciclista            | Equipe                | Tempo     |
| 1. | Ruben Guerreiro     | Movistar Team         | 20h20m04s |
| 2. | Davide Formolo      | UAE Team Emirates     | + 8s      |
| 3. | Santiago Buitrago   | Bahrain Victorious    | + 9s      |
| 4. | Felix Großschartner | UAE Team Emirates     | + 18s     |
| 5. | Jonathan Milan      | Bahrain Victorious    | + 24s     |
| 6. | Cees Bol            | Astana Qazaqstan Team | + 32s     |
| 7. | Simone Consonni     | Cofidis               | + 33s     |
| 8. | William Barta       | Movistar Team         | + 37s     |
| 9. | Xabier Azparren     | Euskaltel-Euskadi     | + 38s     |
| 10. | Marco Tizza         | Bingoal WB            | + 43s     |

### Classificação dos pontos
| Classificação por pontos | Classificação por pontos | Classificação por pontos | Classificação por pontos | Classificação por pontos |
| Ciclista                 | Ciclista                 | Equipe                   | Pontos                   |                          |
| ------------------------ | ------------------------ | ------------------------ | ------------------------ | ------------------------ |
| 1.                       | Dylan Groenewegen        | Team Jayco AlUla         | 34 pts                   |                          |
| 2.                       | Jonathan Milan           | Bahrain Victorious       | 28 pts                   |                          |
| 3.                       | Cees Bol                 | Astana Qazaqstan Team    | 27 pts                   |                          |
| 4.                       | Simone Consonni          | Cofidis                  | 25 pts                   |                          |
| 5.                       | Søren Wærenskjold        | Uno-X Pro Cycling Team   | 22 pts                   |                          |
| 6.                       | Ruben Guerreiro          | Movistar Team            | 21 pts                   |                          |
| 7.                       | Max Kanter               | Movistar Team            | 20 pts                   |                          |
| 8.                       | Davide Formolo           | UAE Team Emirates        | 16 pts                   |                          |
| 9.                       | Max Walscheid            | Cofidis                  | 14 pts                   |                          |
| 10.                      | Felix Großschartner      | UAE Team Emirates        | 12 pts                   |                          |

### Classificação dos jovens
| Classificação dos jovens | Classificação dos jovens | Classificação dos jovens | Classificação dos jovens | Classificação dos jovens |
| Ciclista                 | Ciclista                 | Equipe                   | Tempo                    |                          |
| ------------------------ | ------------------------ | ------------------------ | ------------------------ | ------------------------ |
| 1.                       | Santiago Buitrago        | Bahrain Victorious       | 20h20m13s                |                          |
| 2.                       | Jonathan Milan           | Bahrain Victorious       | + 15s                    |                          |
| 3.                       | Xabier Azparren          | Euskaltel-Euskadi        | + 29s                    |                          |
| 4.                       | Jacob Hindsgaul Madsen   | Uno-X Pro Cycling Team   | + 34s                    |                          |
| 5.                       | Mark Donovan             | Q36.5 Pro Cycling Team   | + 34s                    |                          |
| 6.                       | Embret Svestad-Bårdseng  | Human Powered Health     | + 39s                    |                          |
| 7.                       | Casper van Uden          | Team DSM                 | + 2m50s                  |                          |
| 8.                       | Axel Mariault            | Cofidis                  | + 3m38s                  |                          |
| 9.                       | Filip Maciejuk           | Bahrain Victorious       | + 3m52s                  |                          |
| 10.                      | Nickolas Zukowsky        | Q36.5 Pro Cycling Team   | + 5m04s                  |                          |

### Classificação por equipas
| Classificação por equipes | Classificação por equipes | Classificação por equipes | Classificação por equipes |
| Equipe                    | Equipe                    | Tempo                     |                           |
| ------------------------- | ------------------------- | ------------------------- | ------------------------- |
| 1.                        | UAE Team Emirates         | 47h51m32s                 |                           |
| 2.                        | Movistar Team             | + 13s                     |                           |
| 3.                        | Cofidis                   | + 52s                     |                           |
| 4.                        | Bahrain Victorious        | + 1m40s                   |                           |
| 5.                        | Bingoal WB                | + 1m55s                   |                           |

## Evolução das classificações
| Etapa |                 | Vencedor _        | Classificação geral | Prêmio por pontos | Juventude         | Equipes           |
| ----- | --------------- | ----------------- | ------------------- | ----------------- | ----------------- | ----------------- |
| 1     | etapa plana     | Dylan Groenewegen | Dylan Groenewegen   | Dylan Groenewegen | Marcus Hansen     | Movistar Team     |
| 2     | etapa plana     | Jonathan Milan    | Dylan Groenewegen   | Dylan Groenewegen | Jonathan Milan    | Movistar Team     |
| 3     | etapa plana     | Søren Wærenskjold | Jonathan Milan      | Jonathan Milan    | Jonathan Milan    | Movistar Team     |
| 4     | etapa escarpada | Ruben Guerreiro   | Ruben Guerreiro     | Jonathan Milan    | Santiago Buitrago | UAE Team Emirates |
| 5     | etapa plana     | Simone Consonni   | Ruben Guerreiro     | Dylan Groenewegen | Santiago Buitrago | UAE Team Emirates |
| Final | Final           |                   | Ruben Guerreiro     | Dylan Groenewegen | Santiago Buitrago | UAE Team Emirates |

## UCI World Ranking
O Volta à Arábia Saudita outorgará pontos para o UCI World Ranking para corredores das equipas nas categorias UCI WorldTeam, UCI ProTeam e Continental. As seguintes tabelas são o barómetro de pontuação e os dez corredores que obtiveram mais pontos:
| Posição             | 1.º | 2.º | 3.º | 4.º | 5.º | 6.º | 7.º | 8.º | 9.º | 10.º | 11.º | 12.º | 13.º-15.º | 16.º-25.º |
| Classificação geral | 125 | 85  | 70  | 60  | 50  | 40  | 35  | 30  | 25  | 20   | 15   | 10   | 5         | 3         |
| Por etapa           | 14  | 5   | 3   |     |     |     |     |     |     |      |      |      |           |           |
| Líder               | 3   |     |     |     |     |     |     |     |     |      |      |      |           |           |

| Classificação |          |        |       |       |       |       |
| Posição       | Ciclista | Equipa | Geral | Etapa | Líder | Total |
| ------------- | -------- | ------ | ----- | ----- | ----- | ----- |
| 1.º           |          |        | 125   | -     | -     | 125   |
| 2.º           |          |        | 85    | -     | -     | 85    |
| 3.º           |          |        | 70    | -     | -     | 70    |
| 4.º           |          |        | 60    | -     | -     | 60    |
| 5.º           |          |        | 50    | -     | -     | 50    |
| 6.º           |          |        | 40    | -     | -     | 40    |
| 7.º           |          |        | 35    | -     | -     | 35    |
| 8.º           |          |        | 30    | -     | -     | 30    |
| 9.º           |          |        | 25    | -     | -     | 25    |
| 10.º          |          |        | 20    | -     | -     | 20    |